# زمین‌لرزه بلوچستان
زمین‌لرزه بلوچستان ممکن است به یکی از موارد زیر اشاره داشته باشد:
- زمین‌لرزه ۱۳۹۲ بلوچستان
- زمین‌لرزه ۱۹۳۵ بلوچستان
- زمین‌لرزه ۱۹۴۵ بلوچستان